# Флаг Волковского
Флаг внутригородского муниципального образования муниципальный округ Волковское в Фрунзенском районе города Санкт-Петербурга Российской Федерации — опознавательно-правовой знак, служащий официальным символом муниципального образования и знаком единства его населения.
Ныне действующий флаг утверждён 1 февраля 2007 года как флаг муниципального округа № 71 (13 июня 2008 года переименован в муниципальный округ Волковское) и внесён в Государственный геральдический регистр Российской Федерации с присвоением регистрационного номера 2811.

## Описание
«Флаг Муниципального образования муниципальный округ Волковское представляет собой прямоугольное полотнище с отношением ширины флага к длине — 2:3, воспроизводящее композицию герба Муниципального образования муниципальный округ № 71 в синем, жёлтом, белом и красном цветах».
Геральдическое описание герба гласит: «В лазоревом синем, голубом) поле золотой столб, сопровождаемый по сторонам двумя сообращёнными восстающими серебряными волками с червлёными вооружениями и такими же глазами».

## Символика

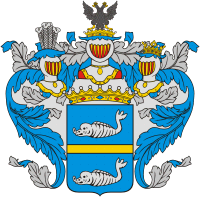
Герб рода графов Паниных

Два серебряных волка — «говорящий» элемент флага, обозначает историческое название муниципального округа — Волкова деревня, Старая, Новая Волкуша, река Волковка. На территории современного муниципального округа Волковское в старину некогда располагалась Волкова деревня.
По традиции ныне Волковой деревней называют территорию города, расположенную в районе реки Волковки, южнее Обводного канала. Ещё в XV веке на этом месте находились новгородские поселения. В Переписной окладной книге Водской пятины 1500 года упоминаются поселения на Галтеевом острове при реке Сетуй (Галтеевым островом тогда называли обширное урочище южнее нынешней Александро-Невской Лавры, а рекой Сетуй именовали нынешнюю Волковку). Название деревни пошло ещё со шведских времен, когда здесь находилась большая финская деревня Сутела. Происходит её название от слова суси — «волк». Новгородские переписчики ещё в средние века перевели это название на русский язык, использовав обычное название села Волково. Полагают что название Волковой деревни связано со множеством волков, которые бродили там стаями. В начале XVIII века деревня стала именоваться Волковка (Волково) и была передана Александро-Невскому монастырю. В XVIII веке возникло Волково кладбище. На нём похоронены многие известные люди — общественные деятели, писатели, поэты и т. д. В середине XIX века к югу и востоку от деревни сооружена соединительная железнодорожная линия. В XIX — начале XX веков поблизости находились артиллерийский полигон и поле для испытаний аэростатов и дирижаблей (Воздухоплавательный парк). В 1948—1951 гг. возведены два небольших жилых квартала, соседствующие с обширной промышленной зоной. От названия деревни происходит название Волковского проспекта.
Сочетание лазорево-золотых цветов соответствует геральдическим цветам родового герба графов Паниных.
Графиня Панина Софья Владимировна на свои средства в 1903 году построила и содержала Лиговский народный дом (впоследствии — ДК железнодорожников) и лично руководила его работой.
Синий цвет (лазурь) символизирует реку Волковка, а также цвет истины, знания — на территории муниципального образования расположены учебные заведения: Санкт-Петербургский гуманитарный университет профсоюзов, Санкт-Петербургский государственный университет кино и телевидения, Автотранспортный колледж, лицеи «Купчино», «Петербургская мода».
Жёлтый цвет (золото) — верховенство, величие, слава, интеллект, постоянство, справедливость, уважение, великолепие.
Белый цвет (серебро) — чистота помыслов жителей муниципального округа Волковское.

## История
Первый флаг муниципального округа № 71 был утверждён 11 марта 1999 года постановлением Муниципального Совета муниципального образования № 71 «О символике муниципального округа № 71».
Автор флага — Леонид Николаевич Токарь, на момент принятия флага — председатель Совета муниципального образования № 71 (ныне член Геральдического совета при Президенте Российской Федерации).
В основу флага положен герб рода графов Паниных. Описание флага гласило:

Флаг муниципального образования муниципального округа № 71 представляет собой голубое полотнище с жёлтой (золотой) полосой проходящей посередине флага. На голубой полосе проходящей вдоль верхней кромки флага в левой половине (у шкаторины) — серебряный кит.
Размеры флага: отношение ширины флага к его длине — два к трём; ширина жёлтой (золотой) полосы равна 1/4 (одной четвёртой) ширины флага. Серебряный кит вписывается в условный прямоугольник ширина которого равна 1/4 (одной четвёртой) ширины флага, длина равна 2/6 (две шестых) длины флага.